# Monfumo
Monfumo est une commune italienne d'environ 1 500 habitants située dans la province de Trévise dans la région Vénétie dans le nord-est de l'Italie.

## Administration
| Période                                  | Période | Identité | Étiquette | Qualité |
| ---------------------------------------- | ------- | -------- | --------- | ------- |
|                                          |         |          |           |         |
| Les données manquantes sont à compléter. |         |          |           |         |

### Communes limitrophes
Asolo, Castelcucco, Cavaso del Tomba, Cornuda, Maser (Italie), Pederobba